# Filip Dewulf
Filip Dewulf (Mol, Bélgica; 5 de marzo de 1972) es un exjugador de tenis belga. En su carrera ha conquistado 3 torneos ATP y su mejor posición en el ranking de individuales fue Nº39 en septiembre de 1997 y en el de dobles fue Nº125 en octubre de 1993.